# Quillaja
Quillaja ist die einzige Gattung der Pflanzenfamilie der  Quillajaceae innerhalb der Ordnung der Schmetterlingsblütenartigen (Fabales). Die nur zwei Arten kommen in Südamerika vor.

## Beschreibung

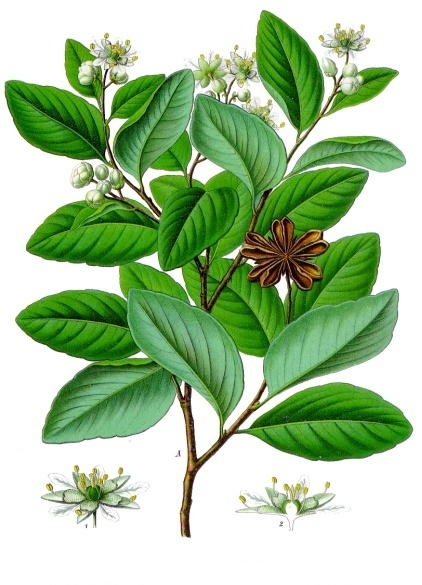
Illustration von Quillaja saponaria aus Köhler’s Medizinal-Pflanzen

Die zwei Quillaja-Arten sind kleine, immergrüne Bäume. Die spiralig an den Zweigen angeordneten Laubblätter sind einfach und haben einen gesägten oder gezähnten Blattrand. Nebenblätter sind vorhanden.
Die Blüten stehen in endständigen Blütenständen zusammen.
Die zwittrigen oder funktional männlichen, radiärsymmetrischen Blüten sind fünfzählig mit doppelter Blütenhülle. Es sind je fünf Kelchblätter und Kronblätter vorhanden. Es sind zwei Kreise mit je fünf Staubblättern vorhanden. Es ist ein großer, gelappter Diskus ausgebildet. Sie haben fünf oberständige, fast freie Fruchtblätter mit freien, kurzen Griffeln. Die Bestäubung erfolgt durch Insekten.
Es werden Balgfrüchte gebildet; es hängen immer fünf sternförmig in einer Sammelbalgfrucht zusammen (siehe Foto). Die Samen sind geflügelt.

## Systematik und Verbreitung
Die Familie Quillajaceae bzw. die Gattung Quillaja enthält zwei Arten, die nur in Südamerika vorkommen:
- Quillaja lancifolia D.Don (Syn.: Quillaja brasiliensis (A.St.-Hil. & Tul.) Mart. und Fontenellea brasiliensis A.St.-Hil. & Tul.)  Sie ist im südlichen Brasilien, nordöstlichen Argentinien und im nördlichen Uruguay beheimatet.
- Seifenrindenbaum (Quillaja saponaria Molina), selten auch Panamaholz genannt. Sie ist im warm-gemäßigten zentralen Chile beheimatet.

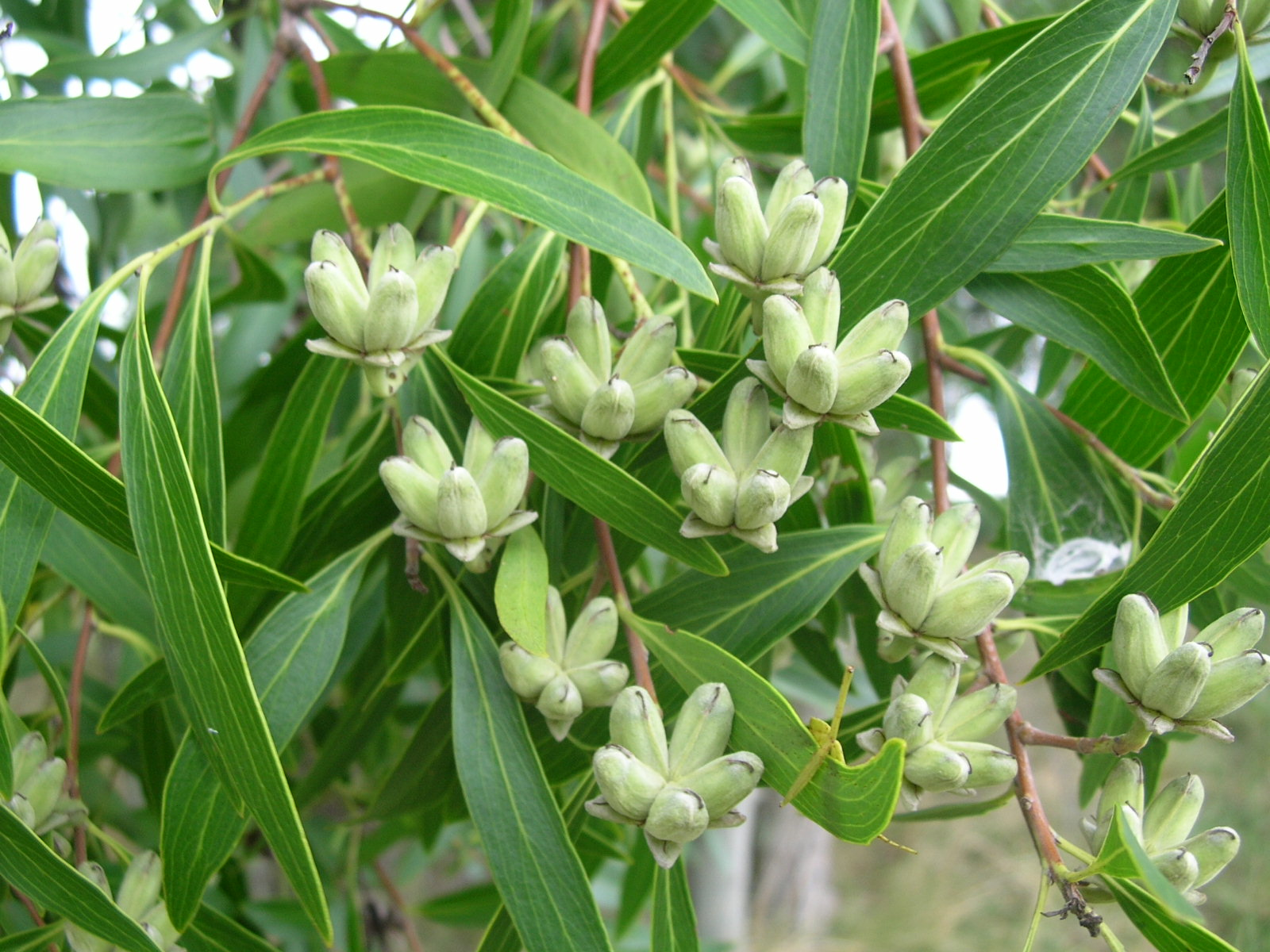
Quillaja brasiliensis

Verbreitung der Quillajaceae

Die Gattung wurde früher in der Tribus Quillajeae in der Unterfamilie der Spiraeoideae der Familie der Rosaceae eingeordnet. Deshalb werden die Arten auch Seifenspieren genannt.
Stammbaum innerhalb der Ordnung Fabales:
|  | Hülsenfrüchtler (Fabaceae)                                                         |
|  |                                                                                    |
|  | \| \| Surianaceae \| \| \| \| \| \| Kreuzblumengewächse (Polygalaceae) \| \| \| \| |
|  |                                                                                    |
|  | Surianaceae                                                                        |
|  |                                                                                    |
|  | Kreuzblumengewächse (Polygalaceae)                                                 |
|  |                                                                                    |

|  | Surianaceae                        |
|  |                                    |
|  | Kreuzblumengewächse (Polygalaceae) |
|  |                                    |

|  | Hülsenfrüchtler (Fabaceae)                                                         |
|  |                                                                                    |
|  | \| \| Surianaceae \| \| \| \| \| \| Kreuzblumengewächse (Polygalaceae) \| \| \| \| |
|  |                                                                                    |
|  | Surianaceae                                                                        |
|  |                                                                                    |
|  | Kreuzblumengewächse (Polygalaceae)                                                 |
|  |                                                                                    |

|  | Surianaceae                        |
|  |                                    |
|  | Kreuzblumengewächse (Polygalaceae) |
|  |                                    |

## Nutzung
Der im Englischen „Soap bark tree“ genannte Seifenrindenbaum (Quillaja saponaria) wird in der Volksmedizin genutzt. Die Rinde („Panamarinde“ genannt), die Saponine enthält, wird für Seifen und vor allem als Haarwaschmittel genutzt.  Quillajaextrakt (E 999) ist ein in der EU zugelassener Lebensmittelzusatzstoff, der ebenfalls aus der Rinde des Seifenrindenbaumes gewonnen wird.
Die Verwendung der Rinde als Niespulver ist in Deutschland durch die Bedarfsgegenständeverordnung verboten.
Ein gereinigter wässriger Extrakt – QS-21 – der Rinde des Seifenrindenbaums enthält wasserlösliche Triterpen-Glykosid-Verbindungen der Familie der Saponine, welche die Eigenschaft des Immunsystems, auf Impfstoff-Antigene zu reagieren, verstärken. QS-21 ist Bestandteil des zugelassenen Herpes-Zoster-Impfstoffes Shingrix und wird zudem klinisch in verschiedenen Impfstoffen auf seine Wirkung als immunologisches Adjuvans getestet. Ein solches Rindenextrakt wird auch als Adjuvans im SARS-CoV-2-Impfstoff NVX-CoV2373 verwendet.